# SU-122-54
SU-122-54 (obiekt 600) – działo pancerne (niszczyciel czołgów) konstrukcji radzieckiej z okresu po II wojnie światowej.

## Historia
Po wprowadzeniu na uzbrojenie Armii Radzieckiej czołgu średniego (podstawowego) T-54, rozpoczęto konstruowanie działa pancernego zbudowanego w oparciu o jego podwozie. Prace te rozpoczęto w 1949 roku. Nowy pojazd miał być uzbrojony w armatę o większym kalibrze niż czołg. Wybór padł na armatę D-49 kalibru 122 mm. Była to wersja armaty D-25T wz. 1943 wypróbowanej w uzbrojeniu czołgów ciężkich IS-2, IS-3, a także IS-4. Działo zostało przyjęte do uzbrojenia w roku 1954. Produkcja odbywała się w latach 1955–1956. Brak danych na temat ilości zbudowanych pojazdów. Wiadomo tylko, że w roku 1955 wyprodukowano 65 armat D-49, a w 1956 - 30. 
Działa pancerne SU-122-54 początkowo w pełni odpowiadały potrzebom pola walki. Szybko jednak ich uzbrojenie stało się niewystarczające. Miał na to wpływ rozwój czołgów potencjalnych przeciwników, a także wprowadzenie na uzbrojenie przeciwpancernych kierowanych pocisków rakietowych. Nie mogło tego zmienić nawet wprowadzenie nowych typów pocisków przeciwpancernych kalibru 122 mm. Ostatecznie pojazdy zostały wycofane z uzbrojenia w połowie lat 60 XX w. Zostały one przebudowane na ciągniki ewakuacyjne i wozy pomocy technicznej MTP-3

## Konstrukcja
Działo pancerne SU-122-54 miało klasyczną konstrukcję. Armata została umieszczona w przedniej części stałej nadbudówki. Po prawej stronie nadbudówki znajdowała się wieżyczka dowódcy wyposażona w dalmierz TKD-09. Nad włazem ładowniczego umieszczono przeciwlotniczy karabin maszynowy KPWT  kal. 14,5 mm. Amunicja do działa była rozdzielnego ładowania tzn. oddzielnie ładowano pocisk i łuskę z ładunkiem miotającym. Dla ułatwienia pracy ładowniczych, działo było wyposażone w elektryczny dosyłacz. Armata była wyposażona w przedmuchiwacz lufy. Osiągała szybkostrzelność 5-6 strzałów na minutę. Pole ostrzału wynosiło 16° w obie strony. Kąt podniesienia lufy wynosił 16°. Armatę można było opuścić maksymalnie o 4°.